# Lebakjaya
Lebakjaya is een bestuurslaag in het regentschap Garut van de provincie West-Java, Indonesië. Lebakjaya telt 10.832 inwoners (volkstelling 2010).